# Otto Wiesner
Otto Wiesner (* 14. August 1910 in Hamborn; † 1. Februar 2006 in Potsdam) war ein deutscher Kommunist und NS-Opfer sowie Schriftsteller.

## Leben
Der Sohn eines Bergarbeiters erlernte nach dem Besuch der Volksschule den Beruf des Schriftsetzers. 1926 wurde er Mitglied des KJVD und 1928 der Kommunistischen Partei Deutschlands. Wiesner wurde wegen seiner Mitgliedschaft und Aktivitäten in der KPD im September 1934 von der Gestapo verhaftet. 1936 wurde er wegen Hochverrats zu sieben Jahren Gefängnis und zu acht Jahren Ehrverlust verurteilt. Otto Wiesner wurde in das Konzentrationslager Sachsenhausen und später in das Konzentrationslager Mauthausen in Oberösterreich verschleppt. Erst 1945 wurde er bei dem Einmarsch der US-Armee befreit.
Nach dem Ende des Zweiten Weltkrieges engagierte er sich beim Neuaufbau einer neuen politischen Ordnung in der damaligen Sowjetischen Besatzungszone. Er ging nach Berlin, meldete sich beim ZK der KPD in der Wallstraße und wurde nach Potsdam geschickt, wo er zu den Gründern antifaschistischer bzw. sozialistischer Jugendausschüsse im Land Brandenburg gehörte. Seit ihrer Konstituierung am 10. September 1945 war er auch Mitglied des Zentralen Antifaschistischen Jugendausschusses, dessen Leiter Erich Honecker war. Wiesner war Mitglied der KPD-Bezirksleitung und Jugendsekretär der KPD-Bezirksleitung Brandenburg und von 1946 bis 1950 Abgeordneter des ersten brandenburgischen Landtages nach dem Krieg. 1946 wurde er Mitglied der SED und war von 1946 bis 1948 Landesvorsitzender der FDJ in Brandenburg. Gleichzeitig war er bis 1949 Mitglied des Zentralrats der FDJ. Anschließend war er als Mitarbeiter im ZK der SED tätig. Von 1955 bis 1960 leitete er die Gedenkstätte für das Potsdamer Abkommen.
Seit 1960 war er als freier Schriftsteller tätig und kämpfte gegen nationalsozialistisches Denken. Er hielt auch nach dem Ende der DDR an seiner kommunistischen Überzeugung fest.
Am 9. November 2005 wurde er mit einem Ehreneintrag ins Goldene Buch Potsdams geehrt.

## Auszeichnungen
- 1976 Vaterländischer Verdienstorden in Gold
- 1985 Ehrenspange zum Vaterländischen Verdienstorden in Gold